# Флэгг, Джеймс Монтгомери
Джеймс Монтго́мери Флэгг (англ. James Montgomery Flagg, 18 июня 1877, Пелем-Манор, штат Нью-Йорк — 27 мая 1960, Нью-Йорк) — американский художник. Работал в разных жанрах изобразительного искусства от живописи до карикатуры, но наиболее известен благодаря плакатам, в том числе знаменитому плакату «I want you for U.S. Army».

## Биография
Флэгг, родившийся в деревне Пелем-Манор в штате Нью-Йорк, с ранних лет проявлял интерес к рисованию. Уже в подростковом возрасте он рисовал иллюстрации для журналов «Life» и «Judge». Учился в Нью-Йорке, Лондоне и Париже. Вернувшись из Европы в Нью-Йорк, Флэгг активно работал, создав огромное количество книжных иллюстраций, карикатур, журнальных обложек, рекламных объявлений и т. д. В 1903—1907 в «Judge» публиковался комикс Флэгга.
Самое известное своё произведение Флэгг создал в 1917 году — это был плакат, призывавший добровольцев записываться в американскую армию в годы Первой мировой войны. Вдохновлённый британским плакатом с изображением лорда Горация Китченера, Флэгг изобразил дядю Сэма, указывающего пальцем на зрителя с подписью: «I want you for U.S. Army» (с англ. — «Ты нужен мне для Армии США»). Во время Первой мировой войны было напечатано 4 миллиона копий плаката, и новый тираж был напечатан для вербовки солдат на Вторую мировую войну. Флэгг использовал собственное лицо как модель для лица дяди Сэма.
Умер в Нью-Йорке в 1960 году, похоронен на кладбище Вудлон в Бронксе.

## Галерея

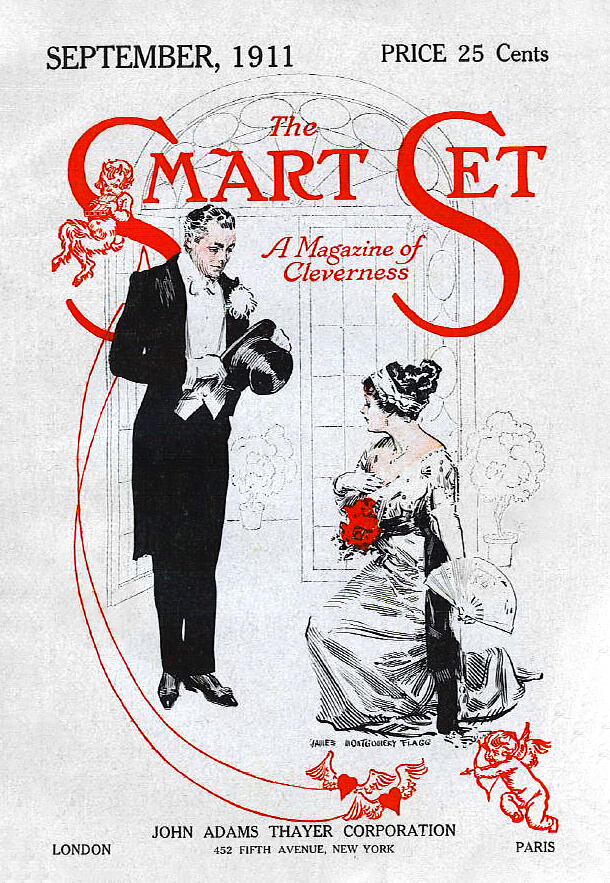
Обложка журнала «The Smart Set», 1911
Ты нужен мне в армии США (призыв добровольцев в армию США во время Первой мировой войны)
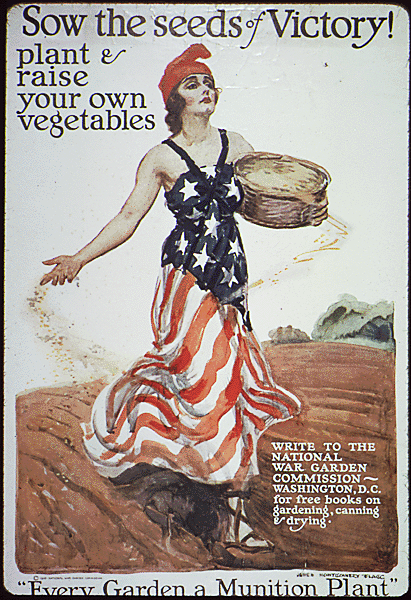
Колумбия, призывающая заниматься садоводством
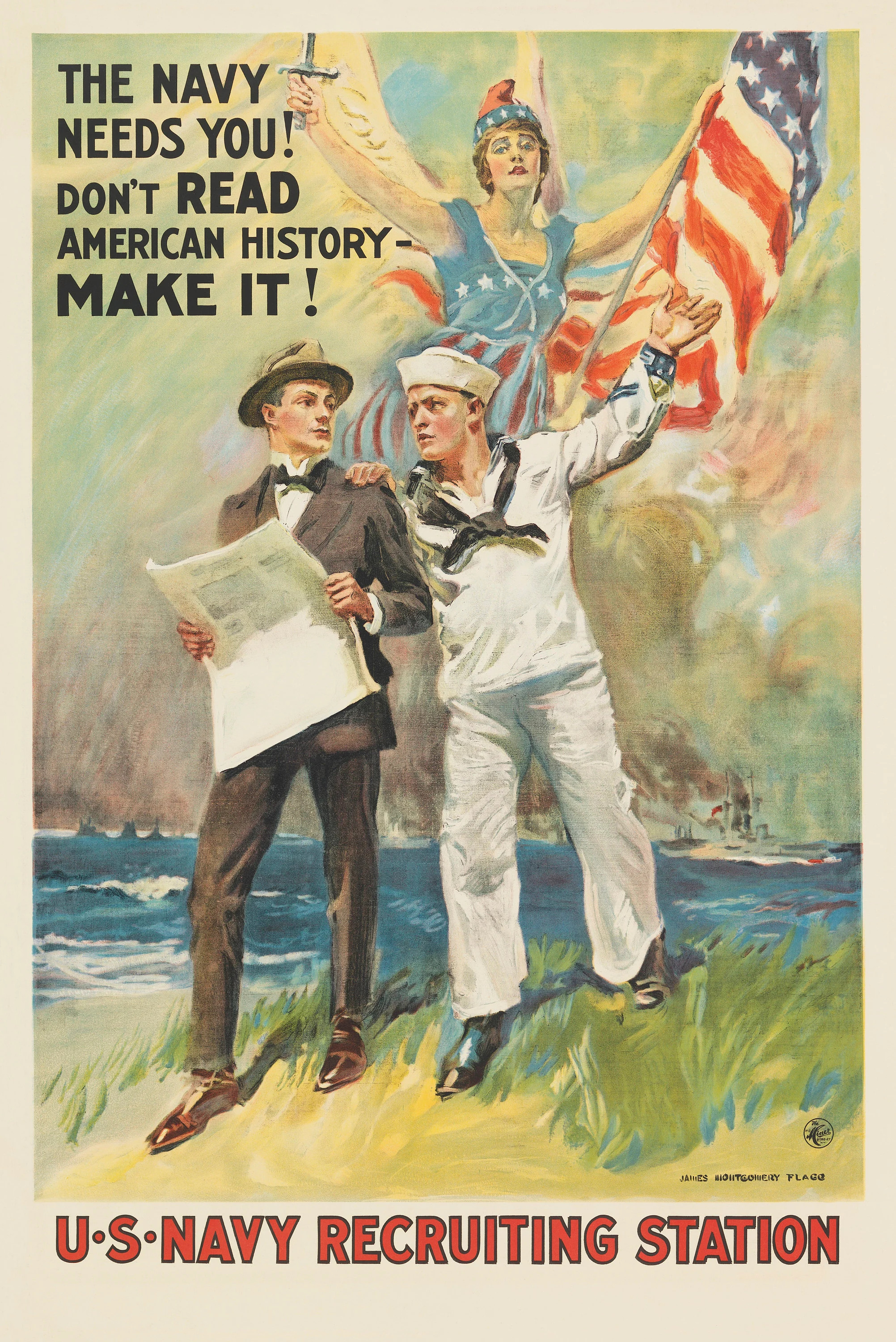
«Флот нуждается в тебе. Не читай американскую историю, делай её!» (призыв добровольцев в американский флот)
«Просыпайся, Америка!»
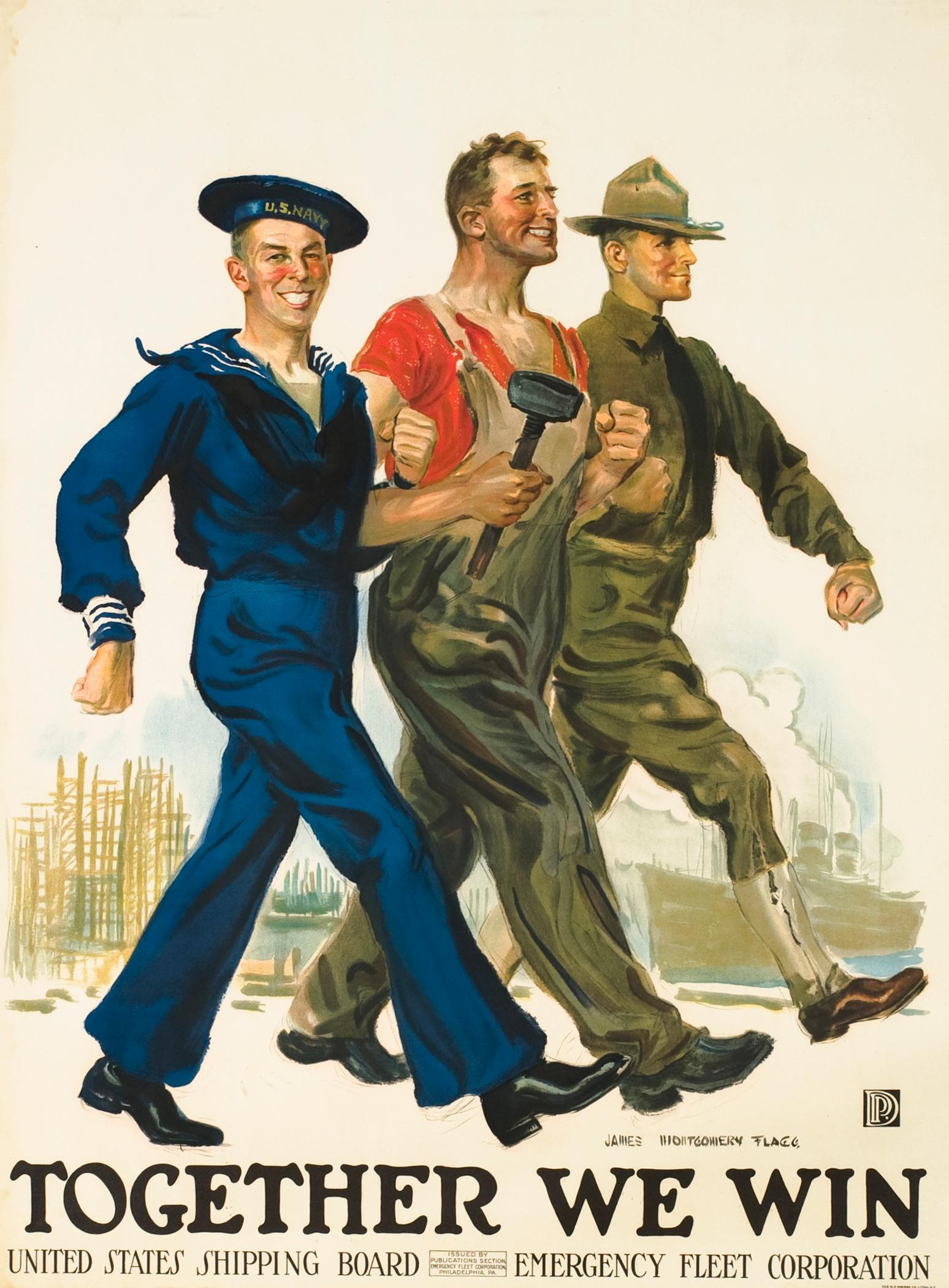
«Вместе мы победим» (плакат времён Первой мировой войны)
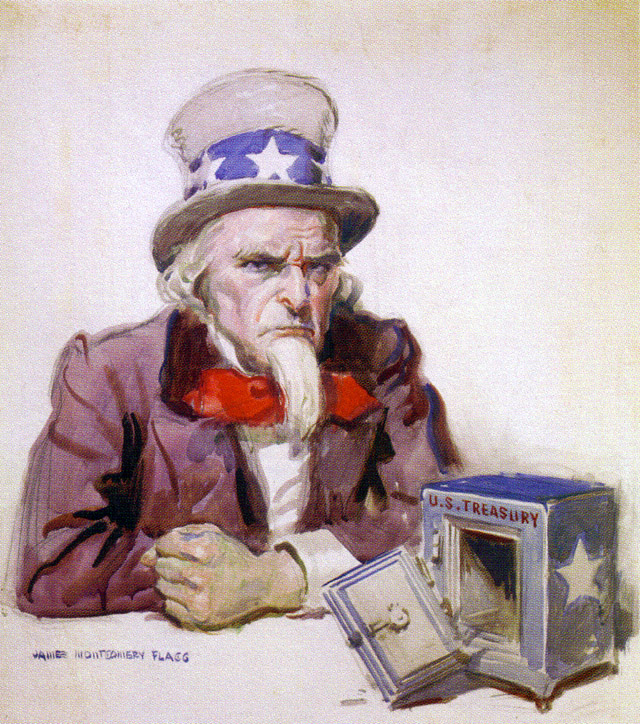
Дядя Сэм с пустой копилкой